# Hippolyte Schouppe
Hippolytus Leo „Hippolyte“ Schouppe (* 9. Mai 1894; † 31. August 1948) war ein belgischer Ruderer.

## Biografie
Hippolyte Schouppe gehörte bei den Olympischen Sommerspielen 1924 in Paris zur belgischen Crew, die in der Achter-Regatta startete. Das Boot schied jedoch im Hoffnungslauf aus. Bei den Europameisterschaften 1926 in Luzern gewann Schouppe Bronze mit dem belgischen Achter.